# Historia UD Salamanca, Años 2000

## Temporada 2000-2001
| 9.º en Segunda | 9.º en Segunda | 9.º en Segunda | 9.º en Segunda | 9.º en Segunda | 9.º en Segunda | 9.º en Segunda | 9.º en Segunda | 9.º en Segunda |
| J              | G              | E              | P              | GF             | GC             | Pts            | DG             |                |
| -------------- | -------------- | -------------- | -------------- | -------------- | -------------- | -------------- | -------------- | -------------- |
| 42             | 17             | 8              | 17             | 51             | 48             | 59             | +3             |                |

- Tras la desilusionante temporada anterior, comienza otra temporada en Segunda división, creando nuevas esperanzas en la afición. Tras cierta regularidad el equipo se mantiene cerca de los puestos de ascenso. Después de muchas ocasiones para meterse en zona de ascenso, todas ellas desaprovechadas, el equipo llegó a final de temporada sin opciones. A finales de marzo, Juan Señor fue destituido y ocupó su lugar Baltasar Sánchez, Balta.
- Se produce un distanciamiento entre el equipo y la grada, con la temporada anterior todavía en la memoria y con las numerosas ocasiones desaprovechadas. En mayo de 2001 Juan José Hidalgo Acera dimite ante los malos resultados de la ampliación de capital, la mala temporada deportiva y el desacuerdo con las autoridades. Ocupa su puesto Carlos Adame.
- La Unión consigue un total de 59 puntos, quedando 9.º en la clasificación. El máximo goleador del equipo fue Mariano Toedtli.

## Temporada 2001-2002
| 11.º en Segunda | 11.º en Segunda | 11.º en Segunda | 11.º en Segunda | 11.º en Segunda | 11.º en Segunda | 11.º en Segunda | 11.º en Segunda | 11.º en Segunda |
| J               | G               | E               | P               | GF              | GC              | Pts             | DG              |                 |
| --------------- | --------------- | --------------- | --------------- | --------------- | --------------- | --------------- | --------------- | --------------- |
| 42              | 13              | 15              | 14              | 52              | 53              | 54              | -1              |                 |

- Otro año más en Segunda división, con graves problemas económicos y una plantilla diseñada para mantener la categoría no ilusionaba demasiado a la afición. Consecuencia es el descenso del número de socios. El número de socios mermó con respecto a años anteriores, aunque los incondicionales continuaron animando cada Jornada al equipo, a pesar de las desilusiones y el juego poco vistoso de este.
- Baltasar Sánchez, hombre de la casa, fue el entrenador del equipo. Juan José Hidalgo Acera volvió a la presidencia del club en el mes de mayo del 2002 tras una desastrosa ampliación de capital.
- La mayor entrada en el Helmántico se produjo contra el Club Atlético de Madrid. También el partido en el Estadio Vicente Calderón fue uno de los que mayor desplazamiento de la afición supuso, aunque dicho esfuerzo no llegó a servir de mucho.
- El equipo unionista acabó la temporada en 11.ª posición con 53 puntos. Ariza Makukula fue el máximo goleador del equipo y estuvo a punto de ser el Pichichi de la categoría de plata.
- Lo más destacado fue el papel realizado en Copa del Rey. El equipo llegó a octavos de final después de 18 años sin conseguirlo. Tras lograr la victoria en casa frente al CD Numancia por 2-0, el siguiente sería el Celta de Vigo. Se jugó la eliminatoria a un partido el Estadio Helmántico, a finales de noviembre de 2001. Tras los 90 minutos el partido seguía 0-0, y fue en el último minuto de la prórroga en el que la UDS marcó el gol de la victoria, para deleite de toda la grada. Los octavos, ya a doble partido, el equipo cayó contra el Athletic Club, tras un 2-2 en la ida, pese a irse al descanso con un 0-2, y un 2-0 en San Mamés.

## Temporada 2002-2003
| 7.º en Segunda | 7.º en Segunda | 7.º en Segunda | 7.º en Segunda | 7.º en Segunda | 7.º en Segunda | 7.º en Segunda | 7.º en Segunda | 7.º en Segunda |
| J              | G              | E              | P              | GF             | GC             | Pts            | DG             |                |
| -------------- | -------------- | -------------- | -------------- | -------------- | -------------- | -------------- | -------------- | -------------- |
| 42             | 14             | 18             | 10             | 44             | 32             | 60             | +12            |                |

- Temporada marcada por estrecheces económicas y una plantilla descompuesta. Balta fue destituido y D'Alessandro cogió las riendas, pero sin solucionar el problema de juego y resultados. El equipo estuvo a mitad de tabla, entre la lucha por el ascenso o por el descenso, dependiendo del resultado. El equipo acabó en 7.ª posición con 60 puntos, aunque con más goles en contra que a favor.
- El máximo goleador fue Roberto Fresnedoso con diez tantos, seguido de Cacá con seis, que se incorporó bastante mediada la temporada.
- Los rumores de desaparición por falta de pagos y de la ampliación de capital iniciada a finales de la campaña anterior fueron el interés básico en el club durante toda la temporada.
- Uno de los acontecimientos del año fue la visita de Ronaldo al Estadio Helmántico tras haber invertido en el equipo salmantino y haber intervenido en el fichaje de Cacá.
- El equipo no pasó de primera ronda de Copa del Rey, tras marcar el Racing de Ferrol cuatro goles en el Estadio Helmántico.

## Temporada 2003-2004
| 11.º en Segunda | 11.º en Segunda | 11.º en Segunda | 11.º en Segunda | 11.º en Segunda | 11.º en Segunda | 11.º en Segunda | 11.º en Segunda | 11.º en Segunda |
| J               | G               | E               | P               | GF              | GC              | Pts             | DG              |                 |
| --------------- | --------------- | --------------- | --------------- | --------------- | --------------- | --------------- | --------------- | --------------- |
| 42              | 10              | 21              | 11              | 47              | 44              | 51              | +3              |                 |

- Felipe Miñambres se hace cargo del equipo. A pesar de que hay altas y bajas en la plantilla, la planificación no parece mucho mejor que la de la temporada anterior.
- Durante la liga el equipo navega por la mitad de la tabla, estando en ocasiones demasiado mal clasificado. Finalmente, el equipo consigue quedar el 11.º clasificado con 51 puntos.
- El máximo goleador del equipo fue Raúl Sánchez, que marcó 18 tantos.
- En la competición copera, el equipo fue eliminado a eliminatoria única contra el Real Zaragoza, en el Estadio Helmántico.
- 24 de diciembre de 2003: Se produce un relevo en la presidencia del club Juan José Hidalgo es relevado por Ángel Mazas Acosta.

## Temporada 2004-2005
| 21.º en Segunda | 21.º en Segunda | 21.º en Segunda | 21.º en Segunda | 21.º en Segunda | 21.º en Segunda | 21.º en Segunda | 21.º en Segunda | 21.º en Segunda |
| J               | G               | E               | P               | GF              | GC              | Pts             | DG              |                 |
| --------------- | --------------- | --------------- | --------------- | --------------- | --------------- | --------------- | --------------- | --------------- |
| 42              | 12              | 8               | 22              | 50              | 63              | 44              | -13             |                 |

- Mediocre temporada del equipo charro. Felipe Miñambres sigue en el conjunto charro como entrenador, y avanzada la temporada, al rondar los puestos bajos de la tabla, es destituido y lo sustituye en su puesto Andoni Goikoetxea. Coge al equipo en la 28.ª Jornada en el 17.º puesto, pero el equipo no logra mejorar. Fue el 12 de junio el día clave para la Unión. El equipo jugaba en casa contra el Ciudad de Murcia ante un estadio casi lleno, y a lo largo del partido se daban en otros partidos las condiciones para que una victoria salvara matemáticamente al equipo charro. No fue así. El equipo murciano se impuso por 0-2, lo que dejaba a la UDS sin opciones de salvar la categoría. El equipo volvió a perder en la última jornada, ya sin posibilidades, contra el Pontevedra, quedando así 21.º en la tabla y descendiendo al pozo de la Segunda B.
- El goleador del equipo en esta campaña fue Gorka Brit, con 16 goles.
- En Copa, el equipo cayó en las primeras de cambio contra el Club Deportivo Mirandés.

## Temporada 2005-2006
| 1.º en Segunda B Grupo II | 1.º en Segunda B Grupo II | 1.º en Segunda B Grupo II | 1.º en Segunda B Grupo II | 1.º en Segunda B Grupo II | 1.º en Segunda B Grupo II | 1.º en Segunda B Grupo II | 1.º en Segunda B Grupo II | 1.º en Segunda B Grupo II |
| J                         | G                         | E                         | P                         | GF                        | GC                        | Pts                       | DG                        |                           |
| ------------------------- | ------------------------- | ------------------------- | ------------------------- | ------------------------- | ------------------------- | ------------------------- | ------------------------- | ------------------------- |
| 38                        | 22                        | 9                         | 7                         | 61                        | 33                        | 75                        | +28                       |                           |

- Un equipo con muchas bajas y con una plantilla renovada, con jugadores de la cantera y con Javi López en el banco, afronta la temporada en el Grupo II de Segunda división B.
- El equipo se presenta muy sólido en la liga regular, y pronto alcanza la cima de la clasificación, que no soltaría hasta final de temporada. El haber quedado 1.º le da ciertos privilegios en los play-offs de ascenso a segunda, como jugar los partidos de vuelta en el Estadio Helmántico.
- La primera eliminatoria, contra la Gramanet, la solventa el equipo charro ganando los dos encuentros por 2-3 y 3-1. La segunda y definitiva es contra el filial del Sevilla. El equipo consigue un peligroso 0-0 en el partido de ida disputado en el Estadio Ramón Sánchez Pizjuán y un ajustado 1-0 en la vuelta ante 14.000 espectadores, consiguiendo así el ascenso a la categoría de plata. El jugador venezolano Miku, cedido por el Valencia CF, fue el autor de ese gol, concluyendo así una gran temporada con el equipo charro.
- El la Copa del Rey, el equipo cae en las primeras rondas contra el Burgos en El Plantío.

## Temporada 2006-2007
| 12.º en Segunda | 12.º en Segunda | 12.º en Segunda | 12.º en Segunda | 12.º en Segunda | 12.º en Segunda | 12.º en Segunda | 12.º en Segunda | 12.º en Segunda |
| J               | G               | E               | P               | GF              | GC              | Pts             | DG              |                 |
| --------------- | --------------- | --------------- | --------------- | --------------- | --------------- | --------------- | --------------- | --------------- |
| 42              | 15              | 12              | 15              | 53              | 50              | 57              | +3              |                 |

- El equipo afronta su regreso a la Segunda división con la ilusión renovada debido a gran campaña anterior. Javi López sigue al mando del equipo y apuesta por reforzar la plantilla con jugadores jóvenes. Llegan al equipo en condición de cedidos Susaeta, Carlos Vela, Braulio y Roberto y, además, son contratados Math, Alberto, J. Pina, Dani López, David Fas, Tortolero, Tete Z , Jordi Bernal Llorens (Villamayor cf ). La marcha del equipo más destacada fue la de Miku, el goleador de la campaña anterior y autor del gol del ascenso, ya que no pudo ser concretada la cesión por otro año.
- La Unión comienza el campeonato ganando al Murcia en casa por 3-2. Los resultados acompañan en los partidos de casa, pero no sucede lo mismo fuera del Helmántico, donde la primera victoria llegaría en la 6.ª Jornada, contra el Real Valladolid. El equipo continúa con una buena racha y, en la 10.ª Jornada, con una victoria en el campo de la Ponferradina, el equipo logra meterse en puestos de ascenso a Primera. En las jornadas siguientes continúan los resultados y el buen juego del equipo, llegando incluso a ser el equipo máximo goleador de la categoría, lo que se ve reflejado cuando llegan a liderar la tabla de goleadores dos jugadores del conjunto charro: el mexicano Carlos Vela y el canario Braulio. En la 13.ª jornada, con un 4-1 al Albacete Balompié se consigue la sexta jornada consecutiva sin conocer la derrota, pero en dicho encuentro se produce una inoportuna lesión del mexicano Vela, que lo mantendría apartado de los terrenos de juego hasta final de año.
- Restaban cinco partidos para acabar el Año 2006, pero la Unión entra en una mala racha de cuatro partidos en los que consigue un solo punto de doce posibles. Esta situación lleva al equipo a salir de los puestos de ascenso en la Jornada 17. Pese a ello, en la siguiente Jornada, el equipo acabaría el año con un buen sabor de boca logrando una victoria en el campo del Vecindario con un contundente 0-3, que le coloca 5.º en la tabla y a un solo punto de los puestos de ascenso.
- El año 2007 comenzó con dos empates en casa ante Las Palmas y Tenerife y acabando la primera vuelta con una derrota ante el Ciudad de Murcia
- El inicio de la segunda vuelta se siguieron dando resultados negativos para el conjunto charro, alejando definitive las opciones de ascenso. En la parcela deportiva, Torrecilla, exjugador del equipo, se hace cargo de las tareas de dirección técnica del equipo.
- El equipo hace una segunda vuelta bastante floja en cuanto a resultados. No obstante, gracias al primer tercio del campeonato, el conjunto llega a final de temporada sin pasar muchos apuros para mantener la categoría, acabando 12.º clasificado en la denominada Liga BBVA con 57 puntos, y sabiendo unas jornadas antes de finalizar la temporada que el técnico Javi López no continúa en la entidad charra.
- En Copa, el equipo cae contra el UD Almería por 0-1 en la primera ronda disputada por el equipo blanquinegro.
- Institucionalmente el equipo cambió de presidente a principios de 2007. El puesto lo pasa a ocupar Juan José Pascual, máximo accionista del club desde diciembre de 2006. Económicamente, continúa la delicada situación del equipo, con la directiva buscando medios para solucionar las altas deudas a las que está sometido el club.

## Temporada 2007-2008
| 7.º en Segunda | 7.º en Segunda | 7.º en Segunda | 7.º en Segunda | 7.º en Segunda | 7.º en Segunda | 7.º en Segunda | 7.º en Segunda | 7.º en Segunda |
| J              | G              | E              | P              | GF             | GC             | Pts            | DG             |                |
| -------------- | -------------- | -------------- | -------------- | -------------- | -------------- | -------------- | -------------- | -------------- |
| 42             | 13             | 18             | 11             | 52             | 44             | 57             | +8             |                |

- El club afronta la temporada en Segunda con ilusión renovada y una revolución total en la plantilla, lo que supone una gran cantidad de bajas y nuevas incorporaciones. El nuevo técnico para esta campaña es Juan Ignacio Martínez, procedente del Alcoyano.
- El club empieza con malos resultados en la temporada pero poco a poco va cogiendo el ritmo de la competición, afianzándose en puestos de mitad de tabla. El equipo logró salvarse a falta de dos jornadas de la conclusión del campeonato, acabando la Liga como 7.º clasificado.
- El máximo goleador del equipo fue el veterano Quique Martín, que renovaría su contrato por un año más con opción a otro a final de temporada, pese a tener ofertas de otros clubes.[1]
- En la competición de Copa, el equipo cae en su primer encuentro ante el Elche CF por 1-2.
- Económicamente, el club pasó una de sus peores temporadas ante las numerosas deudas contraídas en años anteriores, una de ellas al exjugador Bogdan Stelea, que solicitó la subasta de la plaza de Segunda. Ante estos hechos y por la falta de apoyos al club, estuvo en el aire la continuidad del equipo en la categoría, con la confusión en el entorno de la viabilidad del club. Finalmente la plaza no fue vendida y se el Ayuntamiento de Salamanca aprobó una permuta que ayudó al club a afrontar algunas deudas para arrancar la siguiente temporada.[2]
- A final de temporada, Juan Ignacio Martínez deja su puesto como entrenador del equipo aludiendo a motivos personales,[3] para posteriormente fichar por el Albacete. Tentado también por ofertas de varios clubs el director técnico, Miguel Montes Torrecilla, decide continuar en el conjunto charro y elegir como relevo al técnico David Amaral, procedente de la Ponferradina.[4]

## Temporada 2008-2009
| 9.º en Segunda | 9.º en Segunda | 9.º en Segunda | 9.º en Segunda | 9.º en Segunda | 9.º en Segunda | 9.º en Segunda | 9.º en Segunda | 9.º en Segunda |
| J              | G              | E              | P              | GF             | GC             | Pts            | DG             |                |
| -------------- | -------------- | -------------- | -------------- | -------------- | -------------- | -------------- | -------------- | -------------- |
| 42             | 16             | 12             | 14             | 59             | 50             | 60             | +9             |                |

- Bajo las órdenes de David Amaral, se incorporan a la plantilla Salva Sevilla, Sito Castro, Steven Cohen, Luciano González, Paulo Sérgio, Havard Nordtveit (aunque solo tardaría dos meses en volver al Arsenal tras su cesión), Gorka Azkorra y Miku, que vuelve tras ser el autor del gol del último ascenso. En el mercado de invierno se anuncian las incorporaciones de Rodri y Akinsola para el primer equipo, aunque este último no se incorporaría hasta finales de marzo.[5] A mediados de abril se anuncia que Torrecilla no seguirá en el cargo de director deportivo, ocupando su lugar Balta.[6]
- A pesar de comenzar la nueva temporada con dos empates, el equipo charro consigue colocarse como colíder en la 4.ª jornada tras ganar 0-1 en el Municipal de Montilivi al Girona Fútbol Club, y como líder en la 5.ª con una victoria por 1-0 contra el CD Castellón. Los resultados seguirían llegando, de manera que el equipo llegó a liderar la clasificación en 9 jornadas de la primera vuelta. La segunda vuelta tuvo más altibajos, aunque el equipo se mantiene en la zona media-alta de la clasificación con opciones matemáticas de ascenso hasta la Jornada 38, a falta de cuatro para el final.
- El equipo finalmente acaba la temporada como 9.º clasificado con 60 puntos tras 16 victorias y 12 empates, con 59 goles a favor y 50 en contra. El máximo resultado a favor fue conseguido en la Jornada 23, un 6-0 ante el Sevilla Atlético; y en contra, se dio en la última Jornada, la 42, con una derrota por 1-5 ante el Hércules CF. El máximo goleador del equipo fue el internacional venezolano Miku, con 15 goles marcados en 36 partidos disputados.
- En Copa del Rey, el equipo entra directamente en segunda ronda, donde elimina a la Unión Deportiva Las Palmas por 2-1 en el Estadio Helmántico. En tercera ronda, el equipo cae eliminado por 0-1 contra el CD Castellón en la prórroga.

## Temporada 2009-2010
| 16.º en Segunda | 16.º en Segunda | 16.º en Segunda | 16.º en Segunda | 16.º en Segunda | 16.º en Segunda | 16.º en Segunda | 16.º en Segunda | 16.º en Segunda |
| J               | G               | E               | P               | GF              | GC              | Pts             | DG              |                 |
| --------------- | --------------- | --------------- | --------------- | --------------- | --------------- | --------------- | --------------- | --------------- |
| 42              | 13              | 13              | 16              | 44              | 54              | 54              | -10             |                 |

- Juan Carlos Oliva[7] llega para dirigir la nueva temporada en Segunda división a un equipo con muchas bajas con respecto a la temporada anterior.

- En Copa del Rey, el equipo entra directamente en segunda ronda, donde elimina al CD Castellón de David Amaral, entrenador la temporada anterior, con un resultado de 1-1 (4-3 en los penaltis) en el Estadio Helmántico. En tercera ronda, también en el Estadio Helmántico, gana por 2-0 al FC Cartagena, que dirigía otro exentrenador charro Juan Ignacio Martínez. En cuarta ronda, el equipo charro juega contra el Racing de Santander quedando en el Estadio Helmántico 1-0 y en Sardinero 4-1, quedando eliminados por un computo general de 4-2.

- En la competición de Liga, el equipo hace un buen inicio de temporada pero no tuvo continuidad y, ante los malos resultados, se produce la destitución de Juan Carlos Oliva. Justo al inicio de la 2.ª vuelta toma el control del equipo el exjugador Sito, el cual no consigue hacer reaccionar al equipo. Con el equipo ya en posiciones de descenso, se hace cargo Jorge D'Alessandro. El equipo reacciona y consigue consumar la salvación en la última jornada ganando a domicilio 1-2 al Villarreal B.